# Буталий, Дмитрий Иванович
Дмитрий Иванович Буталий (род. 23 июня 1976) — российский футболист, выступавший на позиции защитника. Сыграл один матч в высшей лиге России.

## Биография
Сын тренера Ивана Николаевича Буталий, работавшего в 1990-е годы в тренерском штабе «КАМАЗа».
На взрослом уровне начал выступать в 1993 году в дубле «КАМАЗа», всего за пять следующих сезонов сыграл в его составе более 100 матчей. В первой команде «КАМАЗа» дебютировал 22 июля 1995 года в гостевом матче высшей лиги против «Крыльев Советов», выйдя на замену на 80-й минуте вместо Арнольда Слабодича, этот матч стал единственным для спортсмена на уровне высшей лиги. В 1996 году сыграл за главную команду своего клуба в гостевом матче Кубка России против ленинск-кузнецкой «Зари» (1:5). В 1995 году завоевал бронзовые медали футбольного турнира всемирной Универсиады в Японии, где «КАМАЗ» выступал под флагом студенческой сборной России. После вылета «КАМАЗа» из высшей лиги и перехода его дубля на любительский уровень, футболист завершил профессиональную карьеру.
Окончил Камскую государственную академию физической культуры, спорта и туризма (КамГИФК). После окончания спортивной карьеры работает детским тренером, имеет тренерскую лицензию «В — РФС». В начале 2010-х годов работал с детской командой «КАМАЗа», а с 2013 года работает в школе ФК «Краснодар».